# Kościół św. Marcelego w Rzymie
Kościół św. Marcelego na Corso (wł. Chiesa di San Marcello al Corso) – rzymskokatolicki kościół tytularny w Rzymie.
Świątynia ta jest kościołem rektoralnym parafii Santi XII Apostoli oraz kościołem tytularnym. Jest też kościołem stacyjnym ze szóstej środy Wielkiego Postu.

## Lokalizacja
Kościół znajduje się w II Rione Rzymu – Trevi przy Piazza San Marcello 5.

## Patron
Patronem świątyni jest św. Marceli I – papież w latach 308–309. 

## Historia
W kościele tym w 418 roku został konsekrowany papież Bonifacy I, ten fakt jest pierwszym dowodem na istnienie tej świątyni. Następnie kościół został wymieniony w aktach synodu z 499 i 595 roku jako Titulus Marcelli. W VIII wieku kościół został odnowiony przez papieża Hadriana I, natomiast Grzegorz IV sprowadził do świątyni relikwie św. Marcelego z San Silvestro a Priscilla.
Fragmenty paleochrześcijańskiej świątyni zostały odkryte podczas prac archeologicznych. Kościół miał wówczas trzy nawy z półokrągłą apsydą i był zbudowany w technice opus listatum, przy czym był ustawiony odwrotnie w stosunku do obecnie istniejącej budowli.
W połowie XII wieku do nawy północnej (i być może również południowej) dodano niewielką apsydę, natomiast pod koniec XII wieku wyburzono wszystkie apsydy i wybudowano transept zakończony apsydami. W 1375 roku papież Grzegorz XI przekazał kościół serwitom.
Kościół został zniszczony przez pożar w nocy 22 maja 1519 roku, ocalały tylko ściany zewnętrzne oraz drewniany krucyfiks z XV wieku, obecnie znajdujący się w kaplicy krzyża. Odbudowa została przeprowadzona według projektu Jacopo Sansovino, odwrócono wówczas usytuowanie prezbiterium i wejścia, zrezygnowano z naw bocznych i transeptu na korzyść ciągu kaplic bocznych. Wydarzenia związane z Sacco di Roma przerwały odbudowę, po jej wznowieniu wyznaczono Giovanni Mangone do zakończenia projektu. W 1569 roku wybudowano apsydę według projektu Annibale Lippi i ponownie przerwano prace. Kościół został uznany za ukończony i ponownie konsekrowany w 1592 roku.
Fasada kościoła powstała w latach 1682–1686 według projektu Carlo Fontana. Figury w górnej części fasady zostały umieszczone w 1701 roku.
W 1823 roku została zlikwidowana parafia św. Marcelego.
W latach 1861–1867 pod kierunkiem Virginio Vespignani odrestaurowano wnętrze.

## Architektura i sztuka
Fasada kościoła jest dużo wyższa od nawy głównej. Fasada jest dwukondygnacyjna, została wykonana z trawertynu.
Nad drzwiami znajduje się rzeźba autorstwa Antonio Raggi z 1686 roku przedstawiająca scenę odmowy przyjęcia papieskiej tiary przez św. Filipa Benicjusza. W bocznych częściach dolnej kondygnacji fasady znajdują się rzeźby przedstawiające św. Filipa Benicjusza i św. Marcelego dłuta Francesco Cavallini z 1686 roku.
Kościół jest trójnawowy z dużą apsydą, przy czym nawy boczne są podzielone na kaplice, po pięć z każdej strony.
Płaski, kasetonowy drewniany sufit został wykonany w latach 1592–1594, zawiera on symbole ilustrujące tytuły Matki Bożej z Litanii Loretańskiej, w centrum znajduje się rzeźbiona płaskorzeźba Niepokalanego Poczęcia. Autorem projektu był Carlo Francesco Lambardi.
Ambona została zaprojektowana przez Giovanniego Mattia de Rossiego i wykonana przez Carlo Torriani w 1673 roku. Anioła, który ją wspiera, wykonał z kolei Pietro Paolo Naldini.

## Kardynałowie prezbiterzy
Kościół św. Marcelego w Rzymie jest jednym z kościołów tytularnych nadawanych kardynałom-prezbiterom (Titulus Sancti Marcelli).
- Stefan (udokumentowany w 499)
- Vibolus (udokumentowany 595–600)
- Jan (udokumentowany w 721)
- Benedykt (udokumentowany w 761)
- Anastazy (847–850)
- Joannes Tuidiscius (udokumentowany 1015–1026)
- Piotr (1120–1139)
- Juliusz (1144–1158)
- Konrad von Wittelsbach (1165–1166)
- Mathieu d’Anjou (1178–1182)
- Adelardo Cattaneo (1185–1188)
- Fidanzio (1193–1197)
- Gerard (1199)
- Pietro Capuano (1200–1214)
- Pierre de Bar (1244–1252)
  - István Báncsa, in commendam (1264–1270)
  - Bertrand de Saint-Martin, in commendam (1275–1278)
  - Giacomo Colonna, in commendam (1278–1294)
- Nicolas de Nonancourt (1294)
  - Luca Fieschi, in commendam (1300–1305)
- Arnaud Frangier de Chanteloup (1305–1313)
- Bertrand du Pouget (1316–1327), in commendam (1327–1352)
- Androin de la Roche (1361–1369)
- Jean Fabri (1371–1372)
- Bertrand de Cosnac CRSA (1372–1374)
- Jean de la Grange OSB (1375–1385), od 1378 obediencja awiniońska
- Bartolomeo Mezzavacca (1378–1385)
- Stefano Palosio (1385–1396)
- Antonio Cassino (1426–1439)
- Niccolò d’Acciapaccio (1439–1447)
- François de Meez[b] OSB (1440–1444)
- Guillaume d'Estaing[b] (1444–1449)
- Giovanni Michiel (1476–1491), in commendam (1491–1503)
- Pedro Luis de Borja (1503–1511)
- Francisco de Remolins (1511–1517)
- Guillén-Ramón de Vich y de Vallterra (1517–1525)
- Enrique Cardona y Enríquez (1527–1530)
- Egidio di Viterbo OESA (1530–1532)
- Marino Grimani (1532–1539)
- Dionisio Laurerio OSM (1540–1542)
- Marcello Crescenzi (1542–1552)
- Miguel da Silva (1552–1553)
- Girolamo Verallo (1553–1555)
- Girolamo Dandini (1555–1559)
- Giovanni Andrea Mercurio (1560–1561)
- Marco Antonio Amulio (1561–1572)
- Marcantonio Bobba (1572–1575)
- Giambattista Castagna (1584–1590)
- Benedetto Giustiniani (1591–1599)
- Paolo Emilio Zacchia (1599–1605)
- Innocenzo del Bufalo-Cancellieri (1605–1606)
- François d’Escoubleau de Sourdis (1606–1621)
- Francesco Cennini de’ Salamandri (1621–1641)
- Pierdonato Cesi (1642–1656)
- Camillo Melzi (1657–1659)
- Giovanni Battista Spada (1659–1673)
- Federico Baldeschi Colonna (1675–1685)
- Pier Matteo Petrucci (1687–1701)
- Giovanni Alberto Badoer (1706–1712)
- Luigi Priuli (1712–1714)
- Wolfgang Hannibal von Schrattenbach (1714–1738)
- Raffaele Cosimo De Girolami (1743–1748)
- Mario Millini (1748–1756)
- Antonio Maria Erba Odescalchi (1759–1762)
- Lodovico Merlini (1762)
- Giuseppe Simonetti (1766–1767)
- Carlo Francesco Maria Caselli OSM (1802–1828)
- Thomas Weld (1830–1837)
- Chiarissimo Falconieri Mellini (1838–1859)
- Mariano Falcinelli Antoniacci OSB (1874)
- Salvatore Nobili Vitelleschi (1875)
- Luigi di Canossa (1877–1900)
- Casimiro Gennari (1901–1914)
- Franziskus von Bettinger (1914–1917)
- Francesco Ragonesi (1921–1931)
- Maurilio Fossati OSSGCN (1933–1965)
- Carlo Grano (1967–1976)
- Dominic Ignatius Ekandem (1976–1995)
- Edouard Gagnon PSS (1996–2007)
- Agustín García-Gasco Vicente (2007–2011)
- Giuseppe Betori (2012 – nadal)